# Jules Desnoyers
Jules Pierre François Stanislaus Desnoyers (* 8. Oktober 1800 in Nogent-le-Rotrou; † 1887) war ein französischer Historiker, Prähistoriker und Geologe.
Desnoyers studierte Naturwissenschaften und Archäologie und wurde 1830 Mitbegründer der Société géologique de France in Paris.
1834 wurde er Bibliothekar des Muséum national d’histoire naturelle. 
Er war außerdem Sekretär der Société de l’histoire de France seit ihrer Gründung, sowie Mitglied des Comité des travaux historiques et scientifiques für die Herausgabe der Documents inédits relatifs à l'histoire de France. 1862 wurde er zum Mitglied der Académie des inscriptions et belles-lettres erwählt.
1829 führte er den Begriff Quartär ein, das bei ihm Formationen im Loire-Touraine-Becken und der Languedoc bezeichnete, die jünger als das Tertiär des Pariser Beckens waren, allerdings auch Teile des Tertiärs im heutigen Sinn umfassten (häufig wird die Einführung des Begriffs Quartär daher Adolf von Morlot 1854 zugeschrieben).

## Werke
- Histoire du décroissement et de la destruction totale du paganisme dans les provinces de l’empire d’Occident (1832)
- Histoire des différentes incursions des Arabes d’Asie et d’Afrique en Italie (1838);
- Bibliographie historique et archéologique de la France (1854)
- Topographie ecclésiastique de la France jusqu’en 1790 (1854).
- Mémoire sur la craie et les terrains tertiaires du Cotentin (1825)
- Sur quelques systèmes de la formation oolithique du Nord-Ouest de la France (1825)
- Sur les cavernes et brèches à ossements des environs de Paris (1842)
- Observations sur les terrains tertiaires du Nord-Ouest et de l’Ouest de la France (1852–53)